# Emre Akdağ
Emre Akdağ (* 26. Juni 1995 in Tavşanlı) ist ein türkischer Fußballspieler.

## Karriere

### Verein
Akdağ begann mit dem Vereinsfußball in der Jugendabteilung seines Heimatvereins von Tavşanlı Üç Eylülspor und wechselte 2009 in die Jugend von Torku Konyaspor. Hier erhielt er im Frühjahr 2012 einen Profivertrag. 
Für die Spielzeit 2012/13 wurde Alan an den Drittligisten Anadolu Selçukluspor ausgeliehen. Sein Leihvertrag wurde im Sommer 2013 ein Jahr verlängert.

### Nationalmannschaft
Akdağ spielte für die türkische U-16- und die U-17-Nationalmannschaft.